# Aloe pretoriensis
Aloe pretoriensis é uma espécie de liliopsida do gênero Aloe, pertencente à família Asphodelaceae.